# バナール球

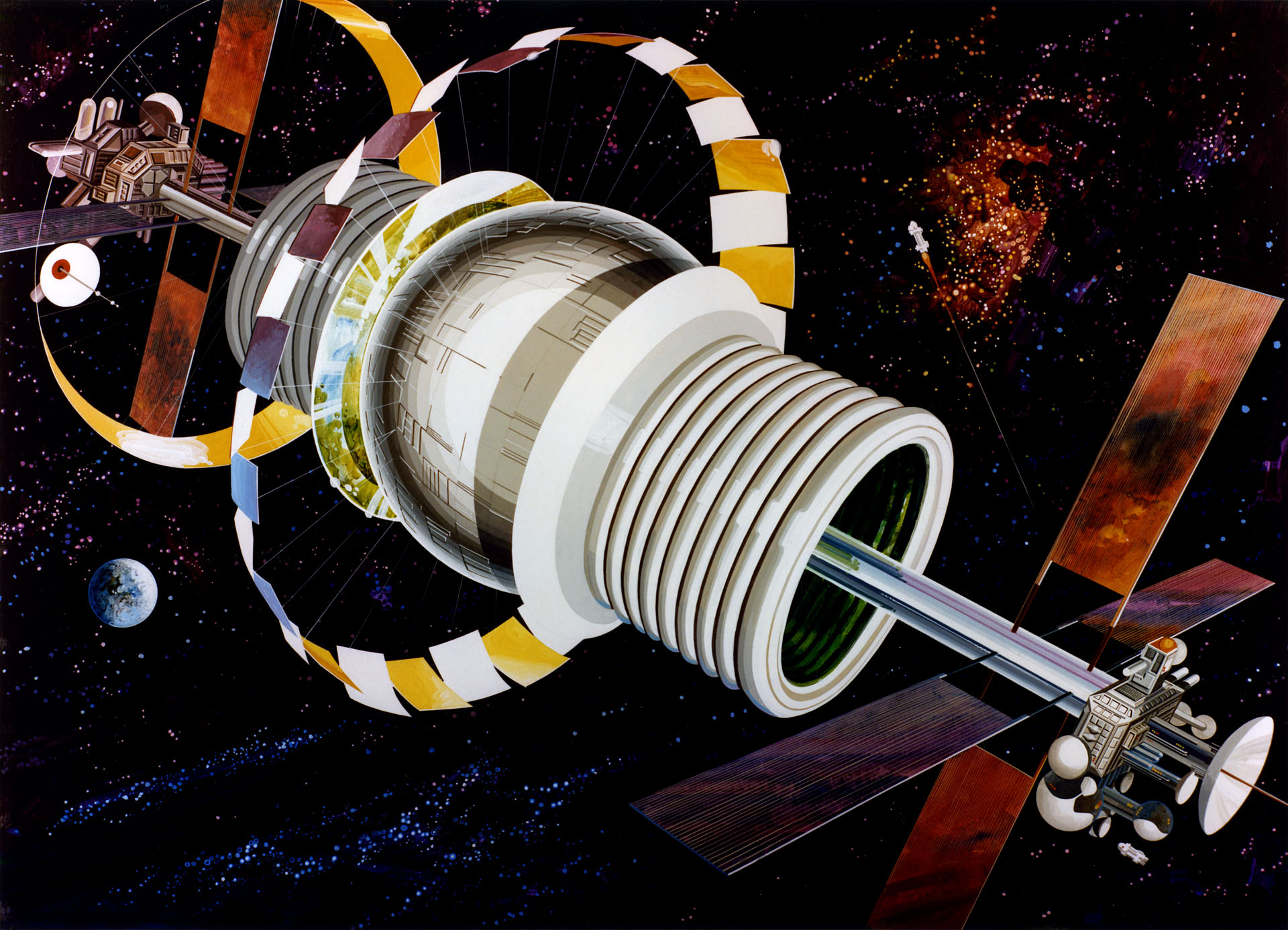
バナール球の外観

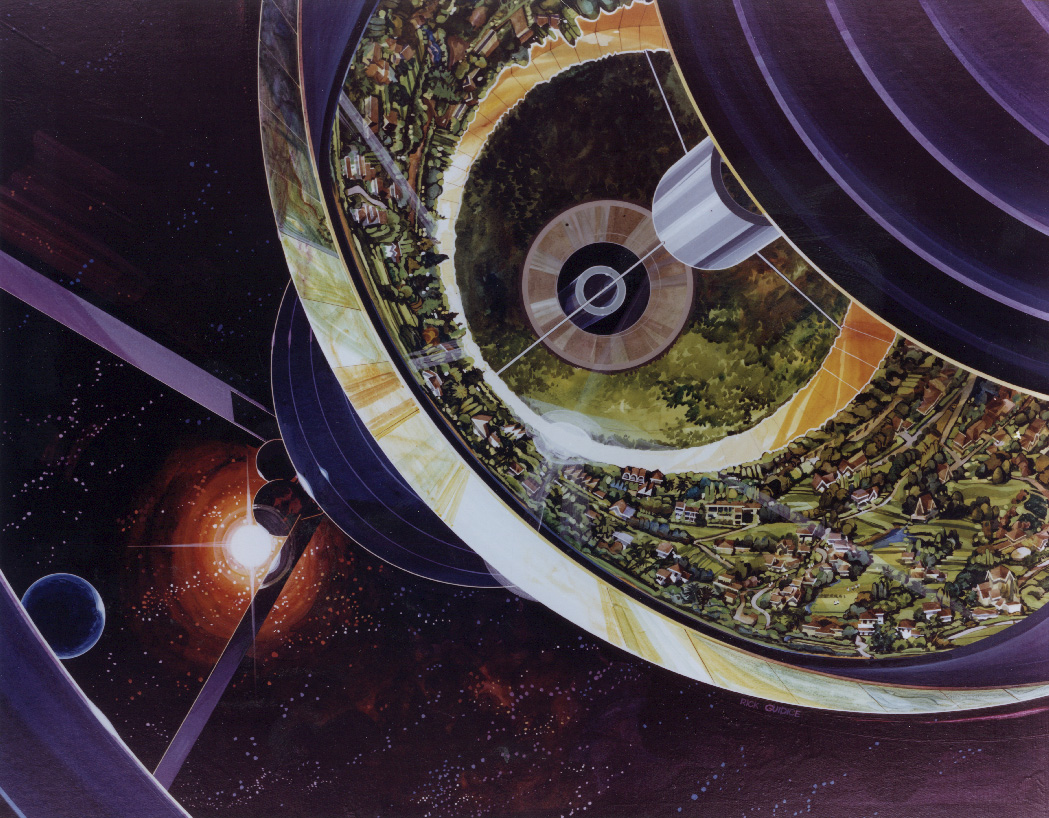
バナール球の内部

バナール球（バナールきゅう、英: Bernal sphere）は、スペースコロニーについての初期構想のひとつ。
フランス語読みで「ベルナール球」と表記されることがある。
1929年、イギリスの物理学者ジョン・デスモンド・バナールの著書『宇宙・肉体・悪魔 理性的精神の敵について』の中で提唱した案に基づいて名付けられた。
長期間の宇宙滞在を目的として提案されているモデルのひとつ。直径1.6kmの中空の球で空気が満たされ、2万から3万人が居住できる。

## 島1号
1975年から1976年までスタンフォード大学で行われた、将来のスペースコロニーの設計に関する一連の研究で、ジェラード・K・オニールはバナール球を改良した島1号 (Island One) を提案した。
これは、地球と同程度の人工重力を生み出すために直径500mで分速1.9回転する球体モデルであり、気圧維持に適して放射線遮蔽効率が良い。
最大10万人の人々を養うことができ、"Crystal Palace"では農業ができる。日光は極付近の鏡で窓を通して内部に導かれ、内部の景色は湾曲した巨大な谷となる。

## 島2号
オニールは、より大型のスペースコロニーとして島2号を提案した。
直径1800mで赤道部分の外周は6.5kmとなり、14万人が十分な居住地を持てる。これは、住人間で効率的な輸送を行うには十分小さく、工業基盤となるには十分大きいサイズである。

## バナール球が登場する作品
- ソニックアドベンチャー2 - ビデオゲーム。架空のバナール球型（劇中では「ベルナール球」表記）スペースコロニー「スペースコロニー・アーク」が登場する。
- Mass Effect - ビデオゲーム。架空のバナール球型スペースコロニー「ガガーリン・ステーション」が登場する。
- 宇宙のランデヴー - アーサー・C・クラークの小説。架空の異星のバナール球型スペースコロニー「ラーマ」が登場する。
- 機動戦士ガンダム00 - テレビアニメ。作中世界ではスペースコロニーは開発途上の技術によるものと設定されており、登場するのはラグランジュ3に位置するバナール球型「全球」など小型のみである。